# 192 (số)
192 (một trăm chín mươi hai) là một số tự nhiên liền sau 191 và liền trước 193.

## Tính chất toán học
- 192 là số chẵn
- 192 là tổng của mười số nguyên tố liên tục (5 + 7 + 11 + 13 + 17 + 19 + 23 + 29 + 31 + 37)
- 192 là hợp số, tạo thành bởi tích của các thừa số 2 × 2 × 2 × 2 × 2 × 2 × 3.
- 192 là số nhỏ nhất có 14 ước số là 1, 2, 3, 4, 6, 8, 12, 16, 24, 32, 48, 64, 96, và 192.